# المرأة في العصر الفكتوري

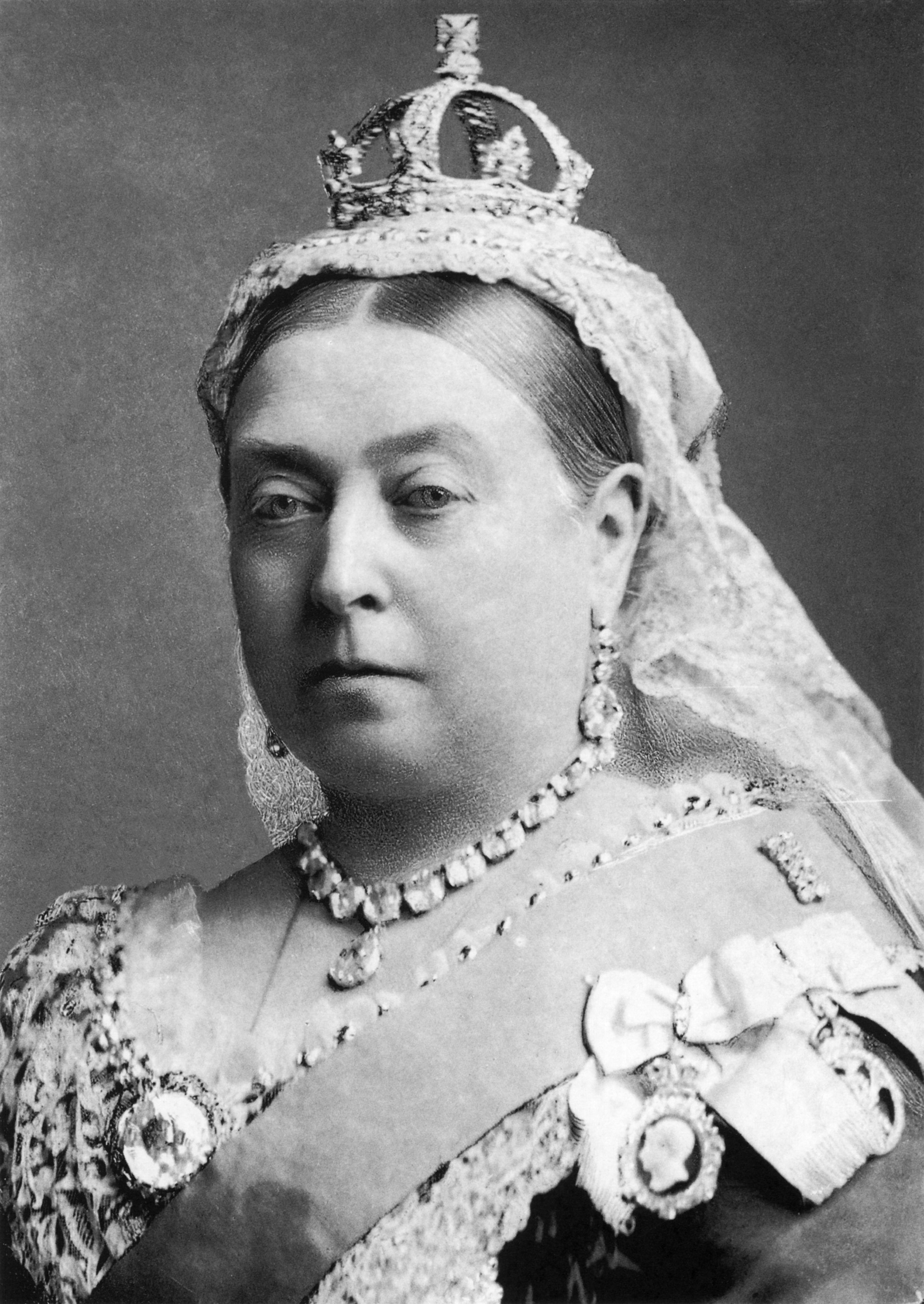
الملكة فكتوريا
التي سُميت الحقبة الفكتورية نسبةً لها

كانت حالة المرأة غالباً ماترى في العصر الفيكتوري على أنها مثال توضيحي للتباين الصارخ بين القوة الوطنية وثروة المملكة المتحدة وبين ما ينظر العديد آنذاك والآن في أحوالها الاجتماعية المروعة.
لم يكن للنساء حق التصويت، أو المقاضاة، أو الامتلاك خلال الحقبة التي تُرْمَز بالحكم البريطاني للملكة فيكتوريا. وفي الوقت نفسه، شاركت النساء في القوى العاملة مدفوعة الأجر بأعداد متزايدة عقب الثورة الصناعية. تنتشر الأفكار النسائية بين الطبقات الوسطى المتعلمة، وألغيت القوانين التمييزية، واكتسبت الحركات المطالبة بحق اقتراع المرأة زخماً في السنوات الأخيرة في الحقبة الفكتورية.
في الحقبة الفكتورية كانت الطبقات الوسطى ترى النساء بأنهم ينتمون للنطاق العائلي، وتتطلب منهم هذه الأنماط التصويرية توفير بيت نظيف لأزواجهم، وطعام على الطاولة، وتربية أولادهم. وتعد حقوق النساء محدودة جداً في هذه الحقبة بخسران ملكية أجورهم وجميع املاكهم بما فيها الأراضي وجميع ما جنوه من مال حالما يتزوجون. كانت عطى حقوق الزوجة شرعاً لزوجها عندما يتزوج رجل فكتوري من امرأه فكتورية. وبالقانون يصبح الزوجان كياناً واحداً حيث يمثل الزوج هذا الكيان مما يضعه في موضع التحكم بجميع الممتلكات، والمكاسب، والمال. وبالإضافة إلى خسران المال والسلع المادية، تصبح النساء الفكتوريات إحدى ممتلكات أزواجهن مما يعطيهم الحق فيما تنتج أجسامهن بمعنى الأطفال، والجنس، والعمل المنزلي. ألغى الزواج حق المرأة في موافقتها على الجماع مع زوجها مما أعطاه حق «الملكية» في جسدها. فالموافقة الزوجية المتبادلة تعد إذن عقداً بأن تهبه نفسها كما يريد.
كانت حقوق النساء الفكتوريات ومميزاتهن محدودةً، وكان على النساء المتزوجات وكذلك العازبات العيش مع المعوقات والحرمان المالي والجنسي متحملات بذلك عدم المساواة في زواجاتهن وحالاتهن الاجتماعيه، واتخذت الفروق الشاسعة بين الرجال والنساء مكاناً خلال هذه الحقبة لذا أعطت الرجال استقراراً أكثر، وحالةً ماليةً أعلى، وسلطةً أكبر على منازلهم ونسائهم. فأصبح الزواج للنساء الفكتوريات بمثابة عقد يعد الخروج منه صعباً جداً هذا إن لم يكن مستحيلا خلال الحقبة الفكتورية. ناضلت جماعات حقوق المرأة من أجل المساواة وأضربوا على مر الوقت لتغيير الحقوق والمميزات. فالمرأة الفكتورية تحملت سيطرة زوجها عليها، وقسوته بما فيها العنف الجنسي، والإساءة اللفظية، والحرمان الاقتصادي ولم يكن لهن أي سبيل للخروج. وفي حين أن أزواجهن كانوا على علاقة مع نساء كن زوجات لرجال آخرين، تحملت النساء خيانتهم وذلك لأن ليس لهن الحق في طلب الطلاق على هذه الأسس، لأن كان يعد من المحظورات الاجتماعيه.

## التعليم
لم تكن الفرصة سانحة للنساء لدراسة المواد الواسعه ذات الطابع الكلاسيكي، والتجاري. مما صعب على النساء كسر القيود الاجتماعية لتحقيق حاله من الاستقلال الاقتصادي. فالتعليم كان مخصصاً حسب الجنس. ولكن سنحت لهم الفرصة لدراسة المواد المنقحة مثل التاريخ، والجغرافيا، والأدب والتي قد تتيح النقاش في مواضيع مثيرة للاهتمام ولكن غير مثيرة للجدل. رغم القيود والوصمات، تفوقت بعض النساء في المواضيع «الذكورية» مثل القانون، والفيزياء، والهندسة، والعلوم، والفن. فهؤلاء النساء شققن الطريق للمساواة بين الجنسين في التعليم الحديث في بريطانيا. نادراً ما تعطى النساء الفرصة لارتياد الجامعة. وكان يقال أن الدراسة مغايرة لطبيعتهن وأنها قد تمرضهن فكن يبقين إلى حد ما مثل «زينة للمجتمع».

## النساء العاملات
كانت النساء من الطبقة العاملة غالباً ما يتوظفن لتغطية نفقاتهن ولضمان دخل العائلة في حالة كان الزوج مريضاً، أو مصاباً، أو متوفياً. إذ لم يكن هناك تعويضات للعمال إلا في أواخر الحقبة الفكتورية، وكان مرض الزوج أو إصابتة إصابة شديدة غالبا مايعني عدم قدرته على دفع الإيجار ومن ثم البقاء في الملجأ الفكتوري المرعب.
عملت بعض النساء خلال الحقبة الفكتورية في الصناعة الثقيلة مثل استخراج الفحم، وصناعة الصلب. ولكن رغم توظفهن  نظراً لاستمرار الحقبة الفكتورية وتغير قوانين العمل وإن كن بأعداد قليلة إلا أنهن لم يستطعن شغل أي دور فالنساء والأطفال كانوا يعملون تحت الأرض بمثابة «ساحبوا الفحم» الذين ينقلون حاويات الفحم خارج أهوية المناجم الضيقة قبل قانون المناجم والمناجم الفحم الذي أصدر عام 1842. ولكن لم يكن القانون ذا تأثير في ولفرهامبتن فيما يتعلق بعمل النساء في المناجم لأن عملهن غالباً ما كان فوق الأرض في مناجم الفحم مفرزات للفحم، ومحملات للفحم في قوارب القنوات، وغيرها من الأعمال فوق السطح.
كما قامت النساء ب «جميع مهام الرئيسة في الزراعة» في جميع مدن بريطانيا وهذا حسب ما ظهر في تحقيق للحكومة في عام 1843.
ومع حلول أواخر ستينات القرن التاسع عشر لم تكن أعمال الزراعة تدر ربحاً وبهذا توجهن إلى العمل الصناعي فكان باستطاعتهن العمل في خط تجميع مواد تتراوح من الصخور للطعام المعلب في المناطق التي توجد بها المصانع.
كما وظفت خدمات الغسيل الصناعي العديد من النساء (ومن ضمنهن النازلات في  إصلاحيات مغدلين النسائية اللاتي لم يستلمن أجراً على عملهن).
كان عمل النساء شائعاً في مصانع النسيج التي ازدهرت خلال الثورة الصناعية في مدن مثل مانشستر، وليدز، وبرمنقهام. كان تقاضي الأجر على العمل غالباً مايكون في المنزل في لندن إلا أن كثيراً من النساء عملن بمثابة «متجولات»، أو بائعات شوارع اللاتي بعن أشياء مثل الجرجير، أو اللافندر، أو الزهور، أو الأعشاب اللاتي جمعنها في سبيتلفيلدس وسوق الخضار.عملت العديد من النساء من الطبقة العاملة بمثابة غسالة تأخذ الغسيل مقابل أجر. كما أن تزاوج الحيوانات كان شائعاً في شقق الأحياء الفقيرة المكتظة بالسكان مثل الكلاب، والأوز، والأرانب، والعصافير لتباع في سوق الحيوانات والعصافير.
و لطالما ما وجد مفتشوا الإسكان مواشي في سراديب الشقق في الأحياء الفقيرة المكتظة بالسكان بما فيها الأبقار، والحمير. كما أن تدوير ولف الصوف، والحرير، والأنواع الأخرى من الأعمال الفنية كانت طرقاً شائعةً لكسب مدخول من خلال العمل من المنزل ولكن الأجور كانت قليلةً جداً أما ساعات العمل فكانت طويلة فغالباً ما يحتاج الأمر إلى 14 ساعة في اليوم الواحد لتوفير سبل كافية للرزق. كان تجميع الأثاث وصقله من الأعمال الفنية الشائعة عند أسر الطبقة العاملة في لندن والتي كان المكسب منها جيداً نسبياً. وكان يعرف عن النساء خاصةً أنهن «ملمعات فرنسيات» ماهرات في صقل الأثاث. وكانت إأقل الوظائف أجراً للطبقة العاملة من النساء في لندن هي صناعة صناديق أعواد الكباريت وفرز السجاد في مصانع السجاد حيث كان يفرز السجاد المحتوي على البراغيث والقمل وذلك لنزع لبّه لصناعة الورق. وكانت الحياكة تعد أكبر عمل تتلقى النساء اللاتي يعملن من المنزل أجراً عليه، ولكن كان مدخول هذا العمل قليلاً وكان عليهن استئجار آلآت للحياكة لم يستطعن تحمل تكلفة شرائها. وأصحبت مصانع الصناعة المنزلية هذه تدعى ب«الصناعات الشاقة». وعرّفت اللجنة البرلمانية لمجلس العموم البريطاني هذه الصناعات الشاقة في عام 1890 على أنها «الاضطلاع بأعمال لساعات طويلة جداً في ظروف غير صحيةٍ وذلك للحصول على أجور غير كافية». ومع حلول عام 1906، كان مدخول هؤلاء العمال بنساً في الساعة.
لم تكن تتوقع النساء أن يكسبن مثل ما يكسبة الرجال من أجر على الرغم من أنهن مثلهن مثل الرجال فهن سيتزوجن وسيدعمن أطفالهن. في عام 1906، اكتشفت الحكومة أن متوسط أجور المصانع الأسبوعية للنساء تراوحت من بين 11 لكل ثلاثة أيام وبين 18 شلين لكل ثمان أيام، في حين أن متوسط أجور الرجال اسبوعياً كان حول 25 شلين لكل تسعة أيام. وكانت العديد من المصانع تفضل النساء وذلك بسبب «سهولة اقناعهن في الخوض في أعمال شديدة الإرهاق أكثر من الرجال». كما كانت دُور رعاية الأطفال إحدى النفقات التي كان على كثير من النساء العاملات في المصانع تحملها. كذلك عملن الحوامل حتى يوم الولادة وعدن إلى العمل حالما كن قادرات جسدياً. وفي عام 1891، أصدر قانون يلزم النساء بأخذ إجازة لمدة أربع أسابيع بعيداً عن المصانع بعد الإنجاب، ولكن لم تستطع العديد منهم تحمل هذه الإجازة المرضية غير المدفوعة لذا كان القانون غير قابل للإنفاذ.

## عمل الطبقة الوسطى
وبما أن تعليم الفتيات محى أمية الطبقة العاملة خلال أواسط الحقبة الفكتورية وأواخرها فاستطعن الطموحات منهن العثور على وظائف ذات رواتب في مجالات جديدة مثل البائعات، أمينات الصندوق، والكاتبات، والسكرتيريات.
كان العمل في المنازل بمثابة خادم أو طباخ شائعاً ولكن كانت هناك منافسةٌ شديدة للعمل في البيوت الأكثر رقي والأعلى أجراً. فأنشأت مكاتب التسجيل الخاصة للتحكم بتوظيف الخادمات المنزليات الأكثر كفاءة.
خلال الحقبة الفكتورية، كان العمل الراقي للنساء من الطبقة الوسطى الرصينة محصوراً بشدة فهي تعمل إما بمثابة معلمة، أو مربية. وأصبح العمل بمثابة عامل للهاتف عملاً راقياً للنساء من الطبقة الوسطى اللاتي بحاجة للعمل وذلك حالما شاع استخدام الهاتف.
كما افتتحت ثلاثة من المهن الطبية للنساء في القرن التاسع عشر وهي: التمريض، والقبالة، والمعالجة. ولكن كانت النساء يقبلن بكثرة فقط في التمريض، والذي كان أكثر مجال يشرف عليه الأطباء الذكور وكان تحت سلطتهم. فالفكتوريون اعتقدوا أن مهنة الطبيب تنتمي بطبيعتها للذكور فقط، وأن المرأة يجب أن لا تتطفل على هذه المنطقة وأن تبقى ضمن اتفاقيات التي عينتها إرادة الله لها. في الختام، لم يكن ليسمح الرجال البريطانيين للمرأة بأن تكون جراحةً، أو طبيبةً، فاقتصرت عليهن أدوارهن بمثابة ممرضات. وكانت فلورنس نايتينجيل (المولودة عام 1820- والمتوفية عام 1910) نموذجاً مهماً في تجديد الصورة التقليدية للممرضات كونها مضحية، وروحاً خادمةً فهي «السيدة حاملة المصباح» التي تداوي الجرحى حين تمر بهم. كما نجحت في تحديث مهنة التمريض بتعزيز تدريب النساء وتعليمهن الشجاعة، والثقة بالنفس، وقبول الذات.

## النشاطات الترفيهية
تضمنت أنشطة النساء الترفيهية إلى حد كبير النشاطات التقليدية مثل القراءة، والتطريز، والموسيقى، والحرف اليدوية التقليدية، ولكن طرحت كثير من المساعي الحديثة في حياة النساء خلال القرن التاسع عشر. وازدادت فرص الحصول على النشاطات الترفيهية ازدياداً كبيراً كلما استمرت الأجور في الارتفاع وساعات العمل في الهبوط. في المناطق الحضرية، أصبح يوم العمل ذا التسع ساعات أكثر فأكثر هو الطبيعي. وقلص قانون المصانع الذي أصدر في عام 1874 عدد ساعات العمل الاسبوعي ل56.5 ساعة معززاً بذلك يوم العمل ذا الثمان ساعات. ولعب نظام الروتيني للإجازات السنوية دوره بادئاً بالموظفين الإداريين ومتوجهاً نحو الطبقة العاملة وذلك بمساعدة قانون العطلة المصرفية الذي أصدر في 1871 محدثاً عدداً من العطل المحددة. وظهرت 200 منتج ساحلي وذلك بفضل الفنادق الرخيصة، وأجور السفر الرخيصة بالسكك الحديدية، والعطل المصرفية الشائعة، وزوال كثير من المحظورات الدينية المناهضة للأنشطة العلمانية المقامة يوم الأحد.
استخدم الفكتوريون من الطبقة الوسطى خدمات القطارات لزيارة الساحل، وبدأت الأعداد الهائلة المسافرة إلى قرى الصيد الهادئة مثل ووذنق، وبرايتون، وموركمب، وسكاربورو بتحويلهم لمراكز سياحية كبرى، فعدّ منظموا المشاريع الذين يقودهم توماس كوك السياحة والسفر للسواحل نماذج تجارية قابلة للبقاء.
مع حلول أواخر الحقبة الفكتورية، ظهرت صناعة الترفية في جميع المدن مع حضور العديد من النساء. كما أنها جدولت الترفيه بأن تكون مدته مناسبةً وأن يقام في مناطق مناسبة بأسعار رخيصة. وتضمنت هذه الأحداث الرياضية، قاعات الموسيقى، والمسارح. وأصبح يسمح للنساء الآن المشاركة في بعض الرياضات مثل الرماية، والتنس، وتنس الريشة، والجمباز.

## النشاط الجسدي
في أوائل القرن التاسع عشر، اعتقِد أن النشاطات الجسدية خطيرة وغير ملائمة للفتيات. فعُلٍمن كيف يحافظن على صحتهن بهدف انجاب أطفال أصحاء. وعلاوة على ذلك، عزز الاختلاف الفسيولوجي بين الجنسين عدم المساواة المجتمعي. وأدعت كاتبة مجهولة أن النساء ليس لهن أن يؤدين أدوار الرجال لأن «النساء، وذلك بناء على قاعدة، أصغر جسدياً وأضعف من الرجال، وعقولهن أخف بكثير منهم، وهن بشتى الطرق غير مؤهلات لتحمل المقدار نفسه من العمل جسدياً كان أم نفسياً مقارنة بقدرة تحمل الرجال».
ومع نهاية القرن، أحدث مفهوم فوائد التمارين الرياضية الطبي توسعاً ملحوظاً في الثقافة الجسدية للفتيات. لذا استطاعت مجلة المسماة ب«إمبراطورية الفتاة» أن تصدر عدداً من المقالات المتعلقة «كيف تصبح قوياً» تنص على أن «هذه المغالطة المتخلفة المتعلقة بالصحة، والنظام الغذائي، والتمارين الرياضية، والملبس، وغيرها قد محيت جميعها تقريباً والآن طرحت النساء هذه الطرق والأفكار القديمة أرضاً فدخلن النظام الجديد بكل حماسة وحيوية مما يبشر بخير للمستقبل».
وأصدرت مجلات الفتيات مثل «مجلة الفتاة» و«إمبراطورية الفتاة» مقالات تشجع الفتيات على ممارسة التمارين الرياضية اليومية أو تعلم الرياضات. وتضمنت الرياضات الشهيرة للفتيات الهوكي، والقولف، وركوب الدراجة الهوائية، والتنس، والمبارزة بالسيوف، والسباحة.